# 悪魔の黙示録
『悪魔の黙示録』（あくまのもくしろく）は、髙橋美由紀による日本の漫画作品。
月刊『サスペリア』（秋田書店）にて約16年かけて連載された。単行本は同社「ホラーコミックス」より全30巻、文庫版は同社「秋田文庫」より全19巻である。

## あらすじ
修道女の義母（マザー）に育てられた藤木沢瑠架は悪魔を倒す力を持ち、人類を破滅から救うために生まれて来た「救世主」であった。望まずして与えられた己の使命と能力に苦悩する毎日であったが、そんな瑠架を助ける為に神から「選ばれた仲間」がいることを知る。神に授けられた仲間と力を合わせて「魔王の息子」と戦うため、彼らを捜す瑠架。一方、瑠架の1つ年上で親友だった穂高連は、実は人間を堕落させ黙示録の到来を現実の物にしようと企む「魔王（サタン）の息子」であった。黙示録の到来を阻止しようとする救世主・瑠架と、彼を助けるため神に選ばれた仲間達の戦いが始まる。
やがて、最後の「選ばれし仲間」を巡る戦いで意外な真相が明らかになる。連の中の人間の人格こそ、最後の仲間だった。人類の存続を望む瑠架らと堕落を画策する魔王の息子、その死闘の末に瑠架が最後に選ぶ道は?

## 登場人物

### 神の使徒
魔王の息子にしてみれば救世主である瑠架自身も神の御遣いである。つまり、救世主である瑠架と選ばれし仲間の総勢12名で神の使徒である。
藤木沢瑠架（ふじきざわ るか）
修道院で育ち、子供の産めない女性を母として生を受けた文字通り現代の「イエス・キリスト」として生を受けた少年。自分を引き取り育ててくれた養母のシスターを慕うマザコン。ある時、自分には悪魔を倒す力があることに気づき、それは近い将来に悪魔によって引き起こされる黙示録の到来を防ぐべく神に与えられた力であり、自らが救世主であることを知り苦悩する。第4話で実母・ゆりの霊と出会い、悪魔に囚われた彼女を救うも自身を身籠らされた母に対する罪悪感は彼女の深い愛情と共に心に刻まれた。しかし、そんな瑠架を守り一緒に戦う「選ばれし仲間」がいることを知り、高校卒業を待たずに仲間捜しに旅立った。度外れに音痴なのだが、自覚が微塵も無くて歌いたがりであることで1度マイクを握ったらショウでもマイクを離させることが非常に困難である。
重い運命を背負っていることは事実ではあるのだが、自身が世界で一番立派で可哀想だと思い込んでしまい、連が魔王のレンに支配され本来の闇の勢力に立ち戻っただけであるにもかかわらず連に裏切られたと被害妄想に囚われてしまう。しかし、「最後の仲間」篇で連の人間の人格が最後の「仲間」だと明かされる。捨てきれない連への想い、彼の悪魔と人間の狭間に揺れる我が子に注ぐ連の母の想いが、魔王の息子と一緒くたに否定してきた親友を改めて受け入れる決意をさせる。連のそもそもの神父になりたいという夢を叶え、そして魔王の息子を浄化すべく洗礼を行うことを決めた。紆余曲折の末に、アメリカの軍上層部に浸透していた「F」により捕縛され、グレイの部下の助けで脱出するも最終的にショウを救うために連に洗礼を施すことは叶わず、残された選択により人間としての殻を脱ぎ、大気に溶けて世界と仲間を守る道を選び地球の守護神になった。
物語開始時は15歳で、仲間探しに旅立ったのが卒業直前の高3の18歳であり、コミックス第23巻 - 第25巻で「最後の仲間」が魔王レンの人間の人格が最後の仲間だと明かされる「最後の仲間」篇の時点で22歳の誕生日を迎えた。
誕生日は1973年10月18日、身長172cm、体重58kg、血液型O型。

### 選ばれし仲間
ショウ・A・リン
貧しいアジアの南の小さな島国からの特待生。瑠架に助けられたことにより、自身が瑠架の仲間の1人であることを知る。1度は瑠架を守り死ぬものの瑠架の力によって瑠架の命を半分貰うことで生き返って以降、歳を取らないままとなった。故国で暮らす17歳で結婚した妹アーシアをこよなく愛しているシスコン。文武両道だが、致命的な唯一の欠点は絵を描くのが非常に下手でそれを認識できないことである。瑠架とはお互いに超がつく鈍感である。体術に優れており、日々、瑠架と志門を鍛える。
無思慮に連を庇う瑠架により彼を魔王の息子だと言う自身の悪意だと罵られながら、それでも必死に警告しロスリッジ神父の助言もあり瑠架を守り抜いた。しかし、「最後の仲間」篇では被害妄想から連を根拠もなく否定する瑠架と再び真っ向から対立し、2人の連の真相に辿り着く。
仲間の中で瑠架に一番近い存在で命を分け与えられたことで彼の分身でもあり、瑠架が死ねば自身も死ぬことになる。そのため、瑠架を裏切れと最初に脅迫された際に彼を庇って射殺され、力を使えば使う程に命を蝕まれる細工をされた瑠架が後1度力を使えば死ぬと承知の上で共に死んだ後に復活、作中で2回も死んで生き返るという経歴を持つに至った。最終的に瑠架は大気に溶けたため、命を分けられて復活した17歳の姿のまま生涯を全うすることになる。
誕生日は1973年7月14日、身長174cm、体重58kg。
滝川志門（たきがわ　しもん）
養父のように神父になるのが目標の少年。ファザコン。よく3人でマザコン・シスコン・ファザコンという各々のコンプレックスを巡り、漫才同然の乱闘騒ぎを起こす。初登場は第6巻の「五月雨」。
同じ神父の子という境遇にいた親友の高峰明との友情の証に髪を伸ばしていたが、「緑の雨」で悪魔に利用されたとはいえ明が瑠架に危害を加えたので、けじめとして髪を切り宣戦布告した。Jの調査で利用されただけだとわかり、和解するも自身の道は瑠架と共に歩くことだと告げた。カナヅチである。ミナ（美奈子）とは口を開けば喧嘩三昧の日々だったが、次第にお互いの心に相手に対する想いが育まれてゆく。
ショウとは異なる形で瑠架を支えていたが、底の浅い思考から2人に対する理解が少々足りなかった。連により骨に絡められた髪で瑠架が力の行使を妨げられた際、彼もショウも命惜しさに連に降伏すると思い込んでしまう。時には疎外感を覚えつつも少しずつ2人を支えるポジションにいるのだという自己のあり方を受け入れ精神的にも成長してゆくが、瑠架に匹敵する偏見ゆえに歪んだ認識はそう簡単には改まらず瑠架の被害妄想を煽って連に対する猜疑心を深めるマイナスの作用をし、最終的に受け入れるも仲間という事実を頑固に拒み続けた。
「ユダ」篇で自分を見失いかけたカナダ行きの機内で自身の捕縛命令を受けたライと遭遇し、墜落してステファニーという幼い少女とライと奇妙な道行きとなる中、彼のシェリーに対する愛情と深い後悔を知り、敵というだけでは括れない人間の情に触れて単純には区切れないことを悟った。
レンが魔界に去り人間の連が赤児となって残され、瑠架が人間としての殻を脱いで大気に溶け「守護神」となった後は、ミナと共に連を育てる。最終的に25歳になった。
誕生日は1973年6月20日、身長177cm、体重61kg、血液型B型。
寿美奈子（ことぶき みなこ）
愛称は「ミナ」。瑠架に思いを寄せる同級生。初登場は第2巻の「神の手」。瑠架の重い使命を知り支えるが、1人の少女として恋したことで苦しむ。しかし、瑠架にやすらぎを与える存在でもあった。いつしかケンカ仲間の志門に恋心を抱くようになる。番外編・超番外編で、初恋の人・瑠架の人間離れした音痴とその分身であるショウの桁外れにド下手な絵、2人のそれらの欠陥に対する無自覚さは恋心や仲間としての感情があっても耐えがたい様が描かれる。
J（ジェイ）
バチカンの諜報員。初登場は第1巻の「第3の予言」。腰まで伸ばしたプラチナ・ブロンドの長髪。瑠架の兄のような存在である。疑ったり騙したりが当然の裏の世界で活動する職業柄、紋切り型の概念を抱きがちで固定観念と肩書きに弱く、「砂漠の救世主」篇で聖者として噂を呼んだ「砂漠の救世主」が自分達と同じ「選ばれし仲間」だと根拠も無く思い込んでしまう。
島田かなえ
BBAテレビのディレクター。初登場は第1巻の「惜別」。後に瑠架の使命と自分達「選ばれし仲間」の役割を悟って彼を支えてゆくことになるが、初期は瑠架が修道女に育てられたことにスキャンダルの匂いを感じて暴き立てようとする人権も幸福も考えずに他人の人生を踏み躙る女性だった。しかも「選ばれし仲間」として活動を始めてからも瑠架とショウを引き裂こうと2人の絆を蔑ろにする行為を重ね、ショウが死んだ後に遺体が腐敗もせずに「聖遺体」となり数々の奇跡を起こし、それでも瑠架のためだけに留まっていると知りながら貧しい国のブラウン神父に売り渡そうとする愚を犯した。
ジョン・ロスリッジ
世界最高の悪魔祓い師。瑠架の父親的存在。老衰で亡くなるが、実の父のように慕い心の支えになっていた瑠架は、その死に深く傷ついた。
ロビン・ロスリッジ
ジョンの養子。養父ジョンの死後、瑠架が召喚した養父の魂を宿し瑠架達を支えてゆくことになる。終盤、瑠架の秘められた「もう1つの役割」を知り苦悩する。
水沢茂（みずさわ しげる）
警視庁捜査一課の刑事。初登場は第1巻収録の初回「反逆」。Jに近い内容の職業であるため、連の実姉・沙耶を仲間だと思い込んだ「最後の仲間」篇で、最終的に連の人間の人格こそが真の「仲間」だという事実に辿り着く。
征木勇二（まさき ゆうじ）
毎朝新聞の記者。初登場は第1巻の「免罪」。
ニコル・ラビアナ
レホス島の貧しい少年で、 悪魔を使役する。初登場は第7巻の「天国より一番遠い島」。瑠架らが仲間を捜して海外を旅する時、彼らの留守を守り戦っていた。
ブルー・グレイ
瑠架の夢に出て来た金髪の黒人という仲間を巡る「B&W」篇に登場した仲間。本名は「ラルフ・ヘンダーズン」。初登場は第14巻の「B（ブラック）&W（ホワイト）」。ダーク・ブルーの一卵性双生児の兄。ダークに操られた悪魔崇拝者（サタニスト）の両親に虐待されて育つ。ブロンクス一のストリート・ギャング「破滅の使者達（Destruction Messengers / デストラクション・メッセンジャーズ）」（通称「DM」）のボス。瑠架達より落ち着いて貫禄もあるため、年上に見えるも逆に年下で出会った時は17歳の高校生だった。肩書きがあった方が動くのに便利だろうとMIT（マサチューセッツ工科大学）に入り、会社を立ち上げた。あっという間にアメリカで10指の大企業にし、日本の大手企業との合併の調印のために来日という形でトミーと共に瑠架の元に駆けつけた。裏切り者として追われたライを殺そうと修道院にダークが悪魔の本性も露わに襲い掛かった際、銀の短剣で弟でもある彼を倒した。
トマス・トンプソン
愛称は「トミー」。仲間の中では最年少の少年。まだ幼いため、亡きマザーが守護していた。初登場は「ソドムの落日」篇。瑠架達が捜していた「仲間」で、後にグレイと共に瑠架の許に駆けつけた。

### 悪魔の息子の一味
穂高連（ほだか れん）
瑠架達の通っていた学校の一つ年上の先輩だが、実は魔王の息子で瑠架の敵。初登場は第3巻の「聖痕」。
実母と養父である大西神父ら3人家族を含めた大勢の人間を殺し、一時期いた英国でも人間には不可能な手段で死の饗宴を繰り広げ、再び日本に帰国し瑠架と出会った。やがて瑠架とは親友になるも彼の力が弱まったことで魔王の息子として覚醒する。が、実は人間としての人格が瑠架を助ける「選ばれし者」という秘密が最終決戦の直前、覚醒させる使命を背負っていたことで養子に出されていた実姉・沙耶により明かされた。二重人格だと自分達が誤認しただけで悪魔だと英国時代に最後の犠牲者となったハワード警部は心の中で呟いたが、実際にはそのどちらでもあり人間と悪魔の異種による二重人格者だった。
最終的に瑠架が大気に溶け、悪魔の人格が魔界に去った後、赤児になって志門とミナに育てられる。悪魔が去った後の3年後は3歳の幼児である。
誕生月は1972年6月だが何日かは不明、身長176cm、体重60kg。
ライ・グレゴリー・龍堂寺
レンの部下で、悪魔を操れる力を与えられている。母をグレゴリーの先代の当主にレイプされて生を受け、敷地内の小屋に監禁された母が父の先妻やグレゴリー家に虐待された挙げ句、池のボートの上で自殺に見せかけて殺された。そのため、グレゴリー家のみならず人類を世界を呪い、留学していた連と出会って魔王の息子に心酔する下僕になった。しかし、異母妹シェリーの死を機に自身の行動に疑問を持つようになり、妹を死なせたことを後悔し続けていた。それが魔王の息子レンを人間の連に切り替えるスイッチの役割を知らずに果たしたため、主であるレンにより抹殺対象にされてしまう。志門を助けて致命傷を負い、最後はシェリーを思いつつ静かに息を引き取った。
誕生日は1972年9月15日、身長：181cm、体重：70kg、血液型：B型。
ダーク・ブルー
本名は「アレン・ヘンダースン」。ブルー・グレイとは双子の兄弟。虐待されて育つが、自身の悪魔としての覚醒と敵であるグレイの排除を人間としての両親に実行させようとして企んだことだった。レンの厳命によりライを抹殺しようと教会にまで追いつめるが、人間としての兄であるグレイの銀の短剣により倒された。
シェリル・グレゴリー・龍堂寺
ライの異母妹。愛称は「シェリー」。兄を追って魔王の一味に加わるが、レンしか眼中にない兄に絶望し目的を見失ってしまう。そんな矢先、瑠架と仲間達の絆を見て彼らに関わりたいとレンを裏切り、瑠架を助けて兄の銃弾に倒れた。
斎木駿一（さいき しゅんいち）
初登場は第17巻の「緑の雨」。ブルーと同じく人間として生を受けるも最初から悪魔だった部下。一足先に自身の道を見つけて去った志門に置き去りにされ、絶望した彼の親友・高峰明の心につけ込んで復讐心を煽り、昏睡状態に陥らせる魔の雨を降らせる能力を与えて彼を操って事件を引き起こし瑠架の拉致に成功した。「殉教」篇でミナに憑依するも養父ジョンの魂を宿したロビンにより倒された。

### その他の人物
マザー
聖ルカ修道院の院長で、瑠架の育ての母。生きている限り悪魔と戦い続けなければならない現代のイエスとしての運命を拒絶し眠りに就いた瑠架を庇い絶命し、その死と引き換えに愛する息子を現世に連れ戻したのだった。実は、特定の人間を愛することは瑠架には許されないという歪んだ思想の持ち主で、ショウや志門らに対する思いも特定の人間に対する愛情であり、それを否定することは全人類に対する愛を否定することだと理解できないまま死を迎えた。
ゆり
瑠架の実母。子供を産めない女性で両親と3人で暮らしていたが、神により瑠架の母体として選ばれ彼を妊娠した。そのため、悪魔に両親を殺され臨月を待たずに瑠架を産み落とすも結局は命を落とし悪魔の虜囚にされる。第1巻の「惜別」で瑠架に解放を懇願し、15年目にして望まずして授かったとはいえ我が子とのつかの間の再会により心の安息を得て真の意味でこの世を去る。
ウッド・シンレン
アジアの南の島の神父。ショウと妹アーシアとは顔見知り。コミックス第5巻の「友情」でショウを抹殺する罠で彼らの筋書き通りに考え無しで日本に行き、瑠架達に悪魔の力による麻薬密売の阻止を懇願しに行ってしまう。
ダグ・ブラウン
ある貧しい国からミリィという少女と共に、かなえがベラベラと喋ったショウの聖遺体を奪いに来た神父。自分達だけが不幸で苦しいと思い込み、他者の心の痛みを思い遣ろうともしない。聖遺体を盗もうとしたのを病に苦しみながらも制止するミリィをも顧みなかったが、復活したショウと瑠架の絆を目の当たりにし自身の愚かさを悟った。
大西渡（おおにし わたる）、大西けい子、大西さち
カトリック系の孤児院「聖ヨハネ教会・子羊の家」の院長である連の養父とその妻である養母。さちは連と同じ、大西家に養子に迎えられた少女だった。用済みになったので、魔王の息子としての連が彼らを焼き殺した。
アンドリュー・グレゴリー
グレゴリー家の当主の正妻の長男。愛称は「アンディ」。弟妹とは異なり聡明な青年だが、父や母のライの母を殺した罪を知りながら目を背けていたため、ライの脅迫に屈してしまう。最後は連を個人的なレベルで逆恨みしていた連中や警部と共に、最後の仕上げとして殺されてしまう。
フレデリック・ウォーンライト
怪死事件の捜査にあたっていたハワード警部の甥。ショウに似た面影の少年。連を魔王の息子と知っても守りたいと願い、自身の手で死の解放を与えてやることも出来ずに魔王の息子により殺された。ただし、人間の連の感情が影響を与えたため、魔王の息子の仕業にしては傷一つない静かな死に顔だった。
クリストファー・モリス・アーサー、ギデオン・ワインマーク
連の友人達。ただし、ワインマークは魔王の息子に恋人を失った記憶を抉られて廃人と化して彼が行った殺戮の犯人に仕立て上げられてしまい、生きていて良かったと思えるかは疑問である。
コブラ
本名は「オスカー・デニングス」。グレイの部下。
アパッチ
本名は「テリー・ウィルソン」。グレイの部下。
アーシア
ショウ・A・リンの妹。17歳。コミックス第16巻に収録された「番外編　麦と花の国から」で10人目の仲間（トミー）を捜し終えた翌年の2月の終わり、麦の穂が揺れブーゲンビリアの咲き誇る故国で結婚式列席のため前月の1月から滞在していた兄や瑠架達に祝福されて結婚した。日本人から見れば17歳で結婚するのは早すぎる印象があるが、短命だった昔の早婚の風習の名残でショウらの国ではごく普通のことである。連の部下が瑠架を拉致しようとしたため、挙式の最中であるにもかかわらずブーケを銃に持ち替え彼と兄達を守った。
11人目のグレイを見つけた「B&W」篇の後に収録されているが、時系列では「ソドムの落日」篇の10人目の後だったのでこちらが先になる。
望月沙耶（もちづき さや）
連の姉。26歳。4歳の時に実母の知人の望月夫婦に預けられた。時期が到来すれば、人間の人格の連が瑠架を助ける"選ばれし者"であることを瑠架達に明かす使命を担い、遂にその使命を果たすも以後の弟には何も出来ない我が身を呪う。
穂高沙絵子（ほだか さえこ）
最終決戦の直前の「最後の仲間」篇で、連の真実を伝えるべく"啓示"を受けて日記を書き遺した女性。連と沙耶の姉弟の母親で、連が魔王であり人間として"神の使徒"だという信じ難い事実を"天啓"により悟り、息子を"使徒"として覚醒させる使命を背負った沙耶を学生時代の友人である女性とその夫に託した。死んだ後も子供達を愛し見守っていることは疑いようもなく、自身が魔王を欲する悪魔により殺されることを知りながらも我が子の人生に幸多かれと願っていた。
連が瑠架に出会うまでを描く「特別編・REN」で、赤児の連を養父となる大西に預けた直後、彼の目の前で塵一つ残さず悪魔に消された。
ジャネット・グレゴリー
ライの父グレゴリー卿の後妻。ライの母は強姦されて敷地内の小屋に監禁された本人の意思を無視した妾だったため、妻の数にはカウントされない。シェリルの母親で、ライのことも我が子のように慈しんでいる。

## 書籍情報
- 高橋美由紀『悪魔の黙示録』秋田書店〈ホラーコミックス〉全30巻
- 高橋美由紀『悪魔の黙示録』秋田書店〈秋田文庫〉全19巻